# Гєбрінґі
Гє́брінґі (ест. Höbringi küla, швед. Höbring) — село в Естонії, у волості Ляене-Ніґула повіту Ляенемаа.

## Населення
Чисельність населення на 31 грудня 2011 року становила 7 осіб.

## Географія
Село розташоване на відстані 35 км від Хаапсалу та 19 км на північний схід від Пюрксі.
Поблизу села проходить автошлях 11230 (Гар'ю-Рісті — Ріґулді — Винткюла).

## Історія
З 1998 року для села затверджена друга офіційна назва шведською мовою — Höbring.
До 21 жовтня 2017 року село входило до складу волості Ноароотсі.